# Рафаел-Піна (Техас)
Рафаел-Піна (англ. Rafael Pena) — переписна місцевість (CDP) в США, в окрузі Старр штату Техас. Населення — 16 осіб (2020).

## Географія
Рафаел-Піна розташований за координатами 26°18′3″ пн. ш. 98°38′27″ зх. д. / 26.30083° пн. ш. 98.64083° зх. д. (26.300945, -98.640870).  За даними Бюро перепису населення США в 2010 році переписна місцевість мала площу 0,01 км², уся площа — суходіл.

## Демографія
Згідно з переписом 2010 року, у переписній місцевості мешкало 17 осіб у 7 домогосподарствах у складі 4 родин. Густота населення становила 1299 осіб/км².  Було 8 помешкань (611/км²).
Расовий склад населення:
| - 100,0 % — білих |

До двох чи більше рас належало 0,0 %. Частка іспаномовних становила 100,0 % від усіх жителів.
За віковим діапазоном населення розподілялося таким чином: 29,4 % — особи молодші 18 років, 47,1 % — особи у віці 18—64 років, 23,5 % — особи у віці 65 років та старші. Медіана віку мешканця становила 34,8 року. На 100 осіб жіночої статі у переписній місцевості припадало 112,5 чоловіків;  на 100 жінок у віці від 18 років та старших — 71,4 чоловіків також старших 18 років.
Цивільне працевлаштоване населення становило 0 осіб. 